# Donal Roche

Wappen von Donal Roche

Donal Roche (* 16. April 1958 in Dublin) ist ein irischer römisch-katholischer Geistlicher und Weihbischof in Dublin.

## Leben
Donal Roche wurde im Dubliner Stadtteil Drimnagh Road geboren. Nach erster Berufstätigkeit studierte er Philosophie und Theologie am Holy Cross College und am St Patrick’s College, Maynooth. Am 22. Juni 1986 empfing er in der Kirche Our Lady of Good Counsel in Dublin das Sakrament der Priesterweihe für das Erzbistum Dublin.
Nach der Priesterweihe war er bis 1992 Lehrer in Coolock  und anschließend bis 1997 katechetischer Berater. Anschließend war er neben verschiedenen Aufgaben in der Schul- und Pfarrseelsorge ab 2011 Sekretär des Priesterrats der Erzdiözese. Ab 2019 war er Bischofsvikar für die Dekanate Bray, Dun Laoghaire, Wicklow und Donnybrook. 2021 berief ihn Erzbischof Dermot Pius Farrell zum Generalvikar.
Papst Franziskus ernannte ihn am 5. März 2024 zum Titularbischof von Cell Ausaille und zum Weihbischof in Dublin. Der Erzbischof von Dublin, Dermot Pius Farrell, spendete ihm am 26. Mai desselben Jahres in der St.-Andrew-Kirche in Dublin die Bischofsweihe. Mitkonsekratoren waren der Bischof von Limerick, Brendan Leahy, und der emeritierte Dubliner Weihbischof Eamonn Oliver Walsh.